# 東明県
東明県（とうめい-けん）は中華人民共和国山東省最西部、菏沢市に位置する県。特産品はスイカ。
秦の始皇帝が東昏と命名。新の王莽が東明県を設置した。

## 行政区画
- 街道:城関街道、漁沃街道
- 鎮:東明集鎮、劉楼鎮、陸圏鎮、馬頭鎮、三春集鎮、大屯鎮、武勝橋鎮、菜園集鎮、沙窩鎮、小井鎮
- 郷:長興集郷、焦園郷

## 交通
- 鉄道：日照─兗州─新郷線　東明駅、東寨城駅
- 道路：G106国道、日東高速道路（S32、日照─東明）

## 出身人物
- 陳平（前漢の丞相）
- 黄巣（唐代の農民蜂起の領袖）